# Jupiter (Florida)
Jupiter es un pueblo ubicado en el condado de Palm Beach en el estado estadounidense de Florida. En el Censo de 2010 tenía una población de 55.156 habitantes y una densidad poblacional de 915,79 personas por km².
Júpiter es muy conocido por sus playas. A menudo es llamado como "beach town" (pueblo playero) y se ha convertido en un importante polo turístico. Muchas celebridades tienen casas en Júpiter, Florida.

## Historia
El área donde ahora el pueblo se sitúa era originalmente llamada Hobe, una tribu indígena que vivía en la desembocadura del río Loxahatchee y cuyo nombre también es preservado en el cercano Hobe Sound. Un creador de mapas entendió mal cómo se escribía en español la palabra 'Jobe', del nombre indio 'Hobe', y lo escribió como 'Jove'. Subsecuentemente, los creadores de mapas malentendieron que era la traducción del latín del dios Júpiter y ellos anglicizaron el nombre de Jove a 'Jupiter.' El dios romano Júpiter (o Zeús de la mitología griega) es el rey del panteón romano, esposo de Juno, dios de la luz, del cielo y del clima, y de la preservación del estado romano, su bienestar y sus leyes. El pueblo fue la inspiración para que el pueblo vecino se llamara, "Juno Beach".
El hito más famoso del pueblo es el Faro Jupiter inlet, completado en 1860. Está construido de ladrillos y fue pintado de rojo en 1910 debido a la descolorización provocada por la humedad. El huracán Jeanne en 2004 desgarró la pintura de la parte de arriba y la torre fue repintada usando minerales de silicato de potasio. El faro es a menudo usado como el símbolo de Júpiter.

## Geografía
Jupiter se encuentra ubicado en las coordenadas 26°55′17″N 80°6′36″O / 26.92139, -80.11000. Según la Oficina del Censo de los Estados Unidos, Jupiter tiene una superficie total de 60.23 km², de la cual 55.6 km² corresponden a tierra firme y (7.69%) 4.63 km² es agua.

## Demografía
Según el censo de 2010, había 55.156 personas residiendo en Jupiter. La densidad de población era de 915,79 hab./km². De los 55.156 habitantes, Jupiter estaba compuesto por el 90.6% blancos, el 1.54% eran afroamericanos, el 0.52% eran amerindios, el 2% eran asiáticos, el 0.05% eran isleños del Pacífico, el 3.58% eran de otras razas y el 1.71% pertenecían a dos o más razas. Del total de la población el 12.68% eran hispanos o latinos de cualquier raza.
En el censo de 2000 los ingresos per cápita del pueblo era de $54,945, y la renta per cápita era de $64,873. Los hombres tenían un ingreso promedio de $44,883 versus $33,514 para las mujeres. La renta per cápita para el pueblo era de $35,088. El 4.8% de la población y 3.0% de las familias se encontraba bajo el umbral de pobreza.
Al 2000, el inglés era hablado como primera lengua para el 88.47% de los residentes, mientras que el español era hablado por el 7.17% e italiano por el 1.66% de la población.
También está en el 102.º lugar del país con el mayor porcentaje de guatemaltecos, con 1.09% de la población (junto con Calverton).

## Educación
La población de Jupiter es abastecida por dos escuelas secundarias, Jupiter Community High School localizada en Júpiter y William T. Dwyer High School, localizada en Palm Beach Gardens.
El Distrito Escolar del Condado de Palm Beach gestiona las escuelas públicas.
El Sistema de Bibliotecas del Condado de Palm Beach gestiona las bibliotecas públicas.

## Residentes famosos
La siguiente lista incluye a las personas nacidas en Júpiter, que vivieron o actualmente viven en Júpiter.
- Robert Allenby: golfista australiano profesional en el PGA Tour.
- Tori Amos: cantante y compositora.
- Rick Ankiel: beisbolista de la Major League Baseball.
- Céline Dion: cantante canadiense, ganadora de un premio Grammy.[10]
- Julie Dubela: cantante[11][12]
- Ernie Els: golfista profesional sudafricano.
- Hermes Franca: luchador profesional brasileño de la UFC.[13]
- Bryant Gumbel: presentador.
- Jack Hanna: zoólogo.
- F. Ross Johnson: empresario, antiguo director de RJR Nabisco.
- Michael Jordan: baloncestista profesional de la NBA y miembro del Hall of Fame.
- Jamie Lovemark: golfista profesional del PGA Tour.
- Jesper Parnevik: golfista sueco del PGA Tour.[14]
- Burt Reynolds: Actor de Smokey and the Bandit y Deliverance.[15]
- Mike Schmidt: beisbolista profesional, en la Hall of Fame.[16]
- Dara Torres: nadadora y ganadora de cinco medallas de oro en los juegos Olímpicos.[17]
- Charles Vanik: antiguo congresista demócrata del estado de Ohio.[18]
- Camilo Villegas: golfista profesional colombiano del PGA Tour.
- Brett Wetterich: golfista profesional estadounidense del PGA Tour.[19]
- Tiger Woods: golfista profesional del PGA Tour.
- Dillion Harper: actriz pornográfica.
- Jason Newsted: músico, bajista Metallica, Flotsam & Jetsam, Voivod, Echobrain, The Chophouse Band.